# Alfena
Alfena o San Vicente de Alfena (São Vicente de Alfena en portugués es una ciudad y freguesia portuguesa del municipio de Valongo, perteneciente al distrito de Oporto, al norte de Portugal.
Su área se divide en las siguientes zonas: Baguim, Igreja, Reguengo, Ermida, Transleça, Telheiras, Trás-do-Casal, Ferraria, Rua, Santeiros, Aldeia Nova, Barreiro de cima, Costa, Barreiro de Baixo, Barreira, Gandra, Outeiro, Outeirinho, Codiceira, Pedrouços, Lombelho, Cabeda, Várzea, Vilar, Oliveiras y Xisto.
Alcanzó la categoría de ciudad por votación del pleno de la Asamblea de la República de Portugal el 30 de junio de 1989. Tras la creación del municipio de Valongo en 1836, por desavenencias con la población de dicha freguesia, la sede del municipio se estableció en Alfena, que en ese momento alcanzó el estatus de villa. Alfena es, igualmente, una ciudad del distrito de Oporto.

## Etimología
El actual término de Alfena no ha correspondido siempre al mismo territorio. En la Edad Media se conocía por S. Vicente de Queimadela, siendo Alfena apenas una zona de dicha localidad. En la toponimia portuguesa, Alfena es la única ciudad con ese nombre.
Existen dos interpretaciones sobre el origen de la palabra Alfena. Una de ellas lo establece en el nombre de un arbusto, llamado alfeña o Ligustrum vulgare, utilizado como planta medicinal. La otra corriente de opinión asegura, según P. António Carvalho da Costa, que Alfena tomó ese nombre de una batalla que allí dimos a los moros, en la que entraron siete condes; en lengua árabe, Alfena significaba batalla (en portugués: "tomou este nome de uma batalha que ali demos aos Mouros, em que entraram sete condes; em linguagem árabe, Alfena quería dizer batalha"). Esta interpretación se basa en la similitud del vocablo árabe "Alfella", que significa "campo o pradera", con Alfena, pero la etimología aceptada en el lugar es la primera.
Según António Russo Cabrita, en su Monografia do concelho de Valongo, pág. 97, la palabra Alfena proviene de la época de la invasión árabe, en la que al-henna (alfeña) designaba una planta que crecía en abundancia en la región y, aún hoy, se encuentra en la sierra de Valongo. En la villa de Alfena se cultiva este arbusto con intención de mantener viva la memoria toponímica.

## Situación
Pertenece al área metropolitana do Porto y se encuentra a 14 km al noroeste de Oporto.
Es la freguesia más septentrional del municipio de Valongo, con 13 km² de territorio aproximadamente. Limita al noreste con el municipio de Santo Tirso, al noroeste con el de Maia, al este con la freguesia de Sobrado (Valongo), al suroeste con la ciudad de Ermesinde y al sureste con la de Valongo.
Conviene añadir que por el extenso y alargado valle de Alfena discurre el río Leça, en su curso natural, acompañado por una planicie inmensa y salpicada a menudo por pequeños altiplanos.